# Matamoros (Campeche)
Matamoros es una localidad del estado mexicano de Campeche. Es parte del municipio de Escárcega.

## Toponimia
El nombre de la localidad rinde homenaje a Mariano Matamoros, héroe de la independencia de México.

## Demografía
| Gráfica de evolución demográfica |
|                                  |

| Censo | Población |
| ----- | --------- |
| 1921  | 488       |
| 1930  | 648       |
| 1940  | 64        |
| 1950  | 257       |
| 1960  | 233       |
| 1970  | 346       |
| 1980  | 651       |
| 1990  | 1 307     |
| 2000  | 1 472     |
| 2010  | 1 453     |
| 2020  | 1 677     |